# Meistaraflokkur (1950)
Sezon 1950 był 39. sezonem o mistrzostwo Islandii. Drużyna KR po raz drugi z rzędu obroniła tytuł mistrzowski, zdobywając w czterech meczach sześć punktów. Ze względu na brak systemu ligowego żaden zespół nie spadł ani nie awansował po sezonie.

## Drużyny
Po sezonie 1949 nie nastąpiły żadne zmiany w składzie ligi, wobec czego do sezonu 1950 przystąpiło pięć zespołów.
| Uczestnicy poprzedniej edycji                                                                                 | Uczestnicy poprzedniej edycji | Uczestnicy poprzedniej edycji | Uczestnicy poprzedniej edycji |
| --- | ----------------------------- | ----------------------------- | ----------------------------- |
| KRE | KR                            | 1                             |                               |
| FRA | Fram                          | 2                             |                               |
| VAL | Valur                         | 3                             |                               |
| VÍR | Víkingur Reykjavík            | 4                             |                               |
| ÍA | Akraness                      | 5                             |                               |
| Oznaczenia: - kolumna pierwsza – skróty nazw drużyn, - kolumna trzecia – miejsce zajęte w poprzednim sezonie. |                               |                               |                               |

## Tabela
| Lp. | Drużyna            | M | Z | R | P | Bramki | Bramki | +/– | Pkt |
| --- | ------------------ | - | - | - | - | ------ | ------ | --- | --- |
| 1   | KR (M)             | 4 | 2 | 2 | 0 | 7      | 3      | +4  | 6   |
| 2   | Fram               | 4 | 2 | 1 | 1 | 8      | 4      | +4  | 5   |
| 3   | Akraness           | 4 | 0 | 3 | 1 | 6      | 7      | −1  | 3   |
| 3   | Víkingur Reykjavík | 4 | 1 | 1 | 2 | 8      | 11     | −3  | 3   |
| 3   | Valur              | 4 | 1 | 1 | 2 | 5      | 9      | −4  | 3   |

## Wyniki
| Gospodarz \ Gość   | ÍA  | FRA | KRE | VAL | VÍR |
| Akraness           |     |     | 1:1 |     | 3:4 |
| Fram               | 0:0 |     |     | 4:1 |     |
| KR                 |     | 1:0 |     |     | 2:2 |
| Valur              | 2:2 |     | 0:3 |     |     |
| Víkingur Reykjavík |     | 2:4 |     | 0:2 |     |

Źródło: Knattspyrnusamband Íslands (isl.)
Objaśnienia:
1Drużyna gospodarzy jest wymieniona po lewej stronie tabeli.
Kolory: zielony – zwycięstwo gospodarzy, żółty – remis, różowy – zwycięstwo gości.